# 斜絲夢角鮟鱇
斜絲夢角鮟鱇，為輻鰭魚綱鮟鱇目棘茄魚亞目夢角鮟鱇科的其中一種。分布於中西太平洋印尼班達海海域，屬深海魚類，棲息深度約1500至2000公尺，前肢狹窄且延長，中間的附肢不存在；後肢細小，具一對絲狀分枝的附肢，背鰭軟條5枚；臀鰭軟條4枚，體長可達2.5公分。

## 扩展阅读
維基物種上的相關：斜絲夢角鮟鱇